# Steganacaridae
Steganacaridae é uma família de ácaros da ordem Oribatida da subclasse Acarina de aracnídeos.

## Géneros
A família inclui os seguintes géneros:
- Austrophthiracarus
- Hoplophthiracarus
- Notophthiracarus